# 10月5日
10月5日是阳历年的第278天（闰年是279天），离一年的结束还有87天。

## 大事记

### 20世紀以前
- 610年：希拉克略在君士坦丁堡加冕成為拜占庭皇帝，並親自處決前任皇帝福卡斯。
- 869年：天主教第八次大公會議第四次君士坦丁堡公會議召開，其目的是討論君士坦丁堡的佛提烏的普世牧首地位。
- 1582年：教宗額我略十三世制定现今通用的公历，將這天改為10月15日（星期五）。
- 1789年：數千名不滿物價高昂和麵包短缺的婦女在法國巴黎發動大規模遊行，並前往凡爾賽宮抗議。
- 1793年：法国大革命期间一度宣布废除天主教。
- 1813年：天理教教主李文成等起义。美軍西北地區的部隊擊敗了威脅底特律的英國與印地安部落的聯軍，美方重新控制底特律直到戰爭結束。[需要解释]
- 1864年：馬雅各與杜嘉德牧師、吳水文、2位信徒在打狗（今高雄港）登陸，探尋在臺灣宣教的可能性。

### 20世紀
- 1908年：斐迪南一世宣布保加利亞地區成為保加利亞王國，自己則加冕成為首任保加利亞沙皇。
- 1910年：葡萄牙共和主義者針對國王曼紐二世發動革命行動，最終成功推翻君主立憲制。
- 1913年：袁世凯政府将满蒙公路修筑权让与日本。
- 1918年：法国空中英雄，战斗机飞行员罗兰·加洛斯被德国飞行员击落座机身亡。
- 1921年：美國職棒大聯盟世界大賽首次進行電視實況轉播。
- 1930年：英國R101（英语：R101）硬式飛船在首次航行途中因爆炸墜毀。
- 1931年：美國飛行員克萊德·潘伯恩（英语：Clyde Pangborn）和休·赫恩頓（Hugh Herndon）駕駛維多爾小姐號從日本青森縣三澤抵達美國華盛頓州韋納奇，為首次完成横越太平洋的不着陆飞行。
- 1938年：德国军队接收苏台德地区。
- 1944年：法蘭西共和國臨時政府授予婦女選舉權。
- 1948年：蘇聯土庫曼首府阿什哈巴德附近發生{\displaystyle M_{s}}7.3的強烈地震，造成至少10,000人死亡。
- 1951年：中華民國為了抵抗共黨反攻大陸宣布放弃对日战争索赔。
- 1957年：世界上海拔最高的公路新藏公路建成。
- 1962年：首張單曲《Love Me Do》在英國正式發行。
- 1962年：首部電影於英國上映。
- 1968年：越戰期間，美國海軍陸戰隊進駐越南溪山基地。
- 1969年：英国电视喜剧系列《蒙提·派森的飞行马戏团》首次在英国广播公司播放。
- 1970年：英国驻蒙特娄商务代表詹姆士·克罗斯遭魁北克解放阵线成员绑架，引发十月危机。
- 1974年：臨時派愛爾蘭共和軍部署的炸彈殺死了四名英國士兵和一名平民。
- 1976年：华国锋、叶剑英、李先念等中共中央主要領導人召开秘密会议，决定逮捕“四人帮”。
- 1980年：山口百惠在日本武道館举行引退前的最后一场演唱会。
- 1982年：中国與苏联兩國關係自1959年惡化以來，首次有蘇聯副外長訪華。自此中蘇關係開始解凍。
- 1984年：美国航天飞机“挑战者号”从肯尼迪航天中心发射上天，飞行八天后安全返回地面。机组人员达七人，其中有两名女性。
- 1987年：南非当局释放著名黑人领袖姆贝基。
- 1989年：西藏流亡政府领袖达赖喇嘛获诺贝尔和平奖。
- 1991年：芬兰电脑程序员托瓦兹开发的Linux内核首个公开版本0.02版发布。
- 1991年：一架印度尼西亞空軍所屬的C-130墜毀，導致135人死亡。
- 1994年：瑞士的太陽聖殿教成员集体自杀。

### 21世紀
- 2019年：因應反修例運動有示威者破壞港鐵站迫使政府回應五大訴求，港鐵及輕鐵當日全線停駛；而機場快綫及港鐵巴士則分別於下午2時及4時起提供有限度服務。
- 2020年：哈維·阿爾特、麥可·霍頓和查爾斯·M·賴斯因發現C型肝炎病毒而獲得諾貝爾生理學或醫學獎。
- 2021年：美國電腦科技公司微軟正式發布作業系統Microsoft Windows最新版本Windows 11。

## 出生
- 1597年：張岱，明末清初作家、史學家。（1684年逝世）
- 1658年：摩德納的瑪麗，英格蘭王后。（1718年逝世）
- 1713年：德尼·狄德羅，法國啟蒙思想家、唯物主義哲學家、文學家、美學家、翻譯家。（1784年逝世）
- 1781年：伯恩哈德·波爾查諾，波希米亞數學家。（1848年逝世）
- 1825年：亨利·科尼利厄斯·伯內特，美國政治人物，曾任肯塔基州聯邦眾議員。（1866年逝世）
- 1829年：，美國律師、政治人物，第21任美國總統。（1886年逝世）
- 1882年：羅伯特·戈達德，美國物理學家、發明家，液體火箭的發明者。（1945年逝世）
- 1890年：海因里希·沃格特，德國天文學家。（1968年逝世）
- 1897年：虞宏正，中國土壤化学和物理化学家。（1966年逝世）
- 1899年：喬治·皮杜爾，法國政治人物。（1983年逝世）
- 1900年：冰心，中國女作家。（1999年逝世）
- 1904年：傅抱石，中國画画家。（1965年逝世）
- 1907年：楊三郎，台灣畫家。（1995年逝世）
- 1912年：徐芳，中國詩人。（2008年逝世）
- 1925年：鄧禹平，臺灣作詞家、詩人、電影導演、畫家。（1985年逝世）
- 1925年：安托万·基赞加，剛果民主共和國政治人物，第21任剛果民主共和國總理。（2019年逝世）
- 1930年：約翰·皮爾森，英國小說家、傳記作者。（2021年逝世）
- 1931年：金慶雲，臺灣女高音聲樂家。
- 1934年：曾江，香港男演員。（2022年逝世）
- 1936年：瓦茨拉夫·哈維爾，捷克政治人物，首任捷克總統。（2011年逝世）
- 1936年：陳長謙，華裔美國生物物理化學家。（2025年逝世）
- 1951年：凱伦·阿蘭，美國女演員。
- 1952年：埃莫馬利·拉赫蒙，塔吉克政治人物，現任塔吉克總統。
- 1952年：伊姆蘭·汗，巴基斯坦政治人物、板球選手，第22任巴基斯坦總理。
- 1956年：郭源治，台灣棒球運動員。
- 1958年：奈爾·德葛拉司·泰森，美國天文學家。
- 1959年：關根明子，日本女性聲優。（2025年逝世）
- 1959年：林璎，美籍華裔建筑師，越戰紀念碑設計者。
- 1960年：黑木瞳，日本女演員。
- 1962年：凱文·希契科克，英格蘭職業足球運動員。
- 1963年：談學斌，台灣演員。
- 1964年：李國祥，香港男歌手。（2025年逝世）
- 1964年：橋本聖子，日本政治人物。
- 1966年：邱海波，中國重症醫學醫師、醫學科學家、醫學教育家。
- 1970年：葉天成，香港編劇、編審。
- 1972年：朴珠美，韓國女演員。
- 1972年：格蘭·希爾，美國籃球運動員。
- 1975年：謝國樑，臺灣政治人物，現任基隆市市長。
- 1975年：，英國女演員。
- 1976年：刃田綴色，日本鼓手，樂團東京事變成員。
- 1976年：宋承憲，韓國男演員。
- 1976年：宋鍾鎬，韓國男演員。
- 1976年：，俄羅斯車臣共和國首腦。
- 1978年：李蒨蓉，台灣主持人、電視劇、電影演員、專欄作家。
- 1979年：高圆圆，中國女演員。
- 1979年：姚晨，中國女演員。
- 1980年：張彥博，香港男藝人。
- 1980年：田臥勇太，日本籃球員。
- 1981年：張怡宁，中國女子乒乓球運動員。
- 1981年：聶凌峰，香港足球運動員。
- 1981年：陳偉聯，新加坡男歌手。
- 1982年：吉田沙保里，日本女子自由式摔跤運動員。
- 1983年：陳樂榣，香港歌手。
- 1983年：陳昌源，臺灣-比利時退役足球運動員。
- 1983年：傑西·艾森柏格，美國男演員。
- 1986年：陳柏熹，香港企業家。
- 1986年：梅賢治，台灣男演員。
- 1987年：朴昭妍，韓國女子偶像團體T-ara成員。
- 1987年：黃振隆，新加坡男歌手、演員、主持人。
- 1987年：弗魯克·艾姬拉迪禾，美國女子排球運動員。
- 1988年：許瑩，香港女藝員。
- 1988年：沈泫京，韓國女藝人。
- 1989年：小野賢章，日本男性聲優、演員、歌手。
- 1989年：特拉維斯·凱爾斯，美國職業美式足球運動員。
- 1990年：檀健次，中國男子偶像團體MIC男团成員，演員。
- 1991年：肖戰，中國男子偶像團體X玖少年團成員，演員。
- 1992年：凱文·馬格努森，丹麥一級方程式賽車車手。
- 1993年：陳伊，台灣女藝人。
- 1993年：天地，韓國男子偶像團體TEEN TOP成員。
- 1994年：田中貴子，日本女性聲優。
- 1997年：郭柏妍，香港女演員。
- 1997年：今井文也，日本男性聲優。
- 2000年：李芷婷，台灣女歌手。
- 2000年：大鈴功起，日本男性聲優。
- 2004年：馮皓揚，香港男演員。
- 2006年：雅各·特倫布雷，加拿大男演員。
- 生年不詳：手塚弘道，日本男性聲優。

## 逝世
- 610年：福卡斯，拜占庭皇帝。（547年出生）
- 785年：大伴家持，日本奈良時代政治家、歌人。（718年出生）
- 877年：禿頭查理，西法蘭克國王。（823年出生）
- 1214年：阿方索八世，卡斯提爾國王。（1155年出生）
- 1285年：腓力三世，法國卡佩王朝國王。（1245年出生）
- 1579年：松平信康，日本戰國時代武將，德川家康之子。（1559年出生）
- 1606年：菲利普·德波特，法國詩人。（1546年出生）
- 1721年：王世傑，臺灣清治時期知名墾戶。（1661年出生）
- 1726年：胤禩，清朝第一任廉親王。（1681年出生）
- 1805年：查爾斯·康沃利斯，英國軍人、殖民地官員、政治家，第一代康沃利斯侯爵。（1738年出生）
- 1819年：李光顯，清朝武官官員。（1755年出生）
- 1841年：約瑟夫·洛佩茲，墨西哥天主教牧師和耶穌會士。（1779年出生）
- 1880年：威廉·拉塞爾，英國天文學家。（1799年出生）
- 1880年：雅克·奥芬巴赫，法國作曲家。（1819年出生）
- 1909年：张之洞，中国近代洋务派人士。（1837年出生）
- 1918年：罗兰·加洛斯，法国民族英雄。（1888年出生）
- 1929年：瓦格希斯·佩伊亞皮利，印度敘利亞-瑪拉巴禮教士。（1876年出生）
- 1935年：湯瑪斯·巴克禮，英國長老教會傳教士。（1849年出生）
- 1967年：克里夫顿·威廉姆斯，美國太空人。（1932年出生）
- 1985年：哈拉尔德·克拉梅尔，瑞典數學家、精算師、統計學家。（1893年出生）
- 1986年：詹姆斯·哈迪·威爾金森，英國數學家、計算機科學家。（1919年出生）
- 2006年：廖漢生，第六、七屆全國人民代表大會常務委員會副委員長，中央軍委原委員，中華人民共和國國防部原副部長，瀋陽軍區原第一政治委員。（1911年出生）
- 2011年：， 苹果公司創辦人之一暨前CEO。（1955年出生）
- 2021年：弗朗西斯卡·塞爾薩·多斯桑托斯，巴西超級人瑞。（1904年出生）
- 2021年：傑里·希普，美國男子籃球運動員。（1935年出生）
- 2022年：李怡，香港作家、時事評論家。（1936年出生）
- 2022年：芭芭拉·施塔姆，德國政治人物。（1944年出生）
- 2024年：羅伯特·庫佛，美國作家。（1932年出生）

## 节假日和习俗
- 世界教师日
- 葡萄牙：共和國成立日
- ：憲法日
- 中華民國：石虎日